# Jump for Joy (revue)
Pour les articles homonymes, voir Jump for Joy (homonymie).
Jump for Joy est une revue menée principalement par Duke Ellington, qui a commencé le 10 juillet 1941 au Mayan Theater (en) à Los Angeles et a donné lieu à 122 représentations.
Elle contenait de nombreuses chansons qui sont devenues des standards de jazz comme I Got It Bad (and That Ain't Good) (en).

## Message politique
Contrairement à d'autres revues de la même époque qui comme celle-ci présentaient uniquement des artistes afro-américains, Jump for Joy avait un propos très critique sur des thèmes raciaux, avec des chansons comme Jump for Joy ("Fare thee well, land of cotton / Cotton lisle is out of style" - Adieu, pays du coton / le fil de coton est démodé), Same Old South ("It's a regular children's heaven / Where they don't start to work until they're seven" - C'est un vrai paradis pour les enfants / Où ils ne commencent pas à travailler avant leur 7 ans) et I got a Passport from Georgia (And I'm Going to The USA) ("Goodbye Jim / And I do mean Crow" - Au revoir Jim, Jim Crow).
Duke Ellington a appelé cette revue sa "déclaration la plus importante à propos des droits civiques" ou encore "le premier spectacle avec une signification sociale".
Les producteurs reçurent des protestations et même des menaces de mort.

## Citation
« "Jump for Joy" provided quite a few problems. There was the first and greatest problem of trying to give an American audience entertainment without compromising the dignity of the Negro people. Needless to say, this is the problem every Negro artist faces. He runs afoul of offensive stereotypes, instilled in the American mind by whole centuries of ridicule and derogation. The American audience has been taught to expect a Negro on the stage to clown and "Uncle Tom", that is, to enact the role of a servile, yet lovable, inferior.
"Jump for Joy" a été la source de plusieurs problèmes. Le premier et le plus important était d'essayer de donner à un public américain un spectacle sans compromettre la dignité du peuple noir. Il va sans dire, c'est le problème que rencontre tout artiste noir. Il se trouve face à des stéréotypes offensifs, insinués dans l'esprit américain par des siècles de ridicule et de dépréciation. On a appris au public américain à attendre d'un Noir sur scène à ce qu'il fasse le clown et agisse en Oncle Tom, c'est-à-dire, à jouer le rôle d'un inférieur servile mais aimable »

— Duke Ellington